# 木田亜由美
木田 亜由美（きだ あゆみ、2月26日 - ）は、日本の作詞家。北海道出身。血液型はA型。

## 概要
主な活動として、音楽制作集団「I've」のクリエイター・ボーカリストの1人であるC.G mixが歌う楽曲に歌詞を提供している。
ジェネオン・エンターテインメントから発売されたC.G mixのメジャーデビューアルバム『in your life』では9曲、2ndアルバム『pray』では5曲の作詞を担当。
I'veが結成される前からC.G mixに歌詞を提供しており、当時の楽曲の1つ「MIOKURUKARA ～Metamorphose～」が再録版「ミオクルカラ」として『in your life』に収録された。
また、SAOLIとAYUMI（木田亜由美）が混じった「SAYUMI」という名義でI'veの楽曲の作詞を手掛けている。

## 作品
- C.G mix
  - LUNAR DANCE
  - Crazy For You
  - SILENT NIGHT
  - MIOKURUKARA ～Metamorphose～
  - E.I.E.N（C.G mix 1st Album『in your life』）
  - version up（C.G mix 1st Album『in your life』）
  - POINT（C.G mix 1st Album『in your life』）
  - DETECT（C.G mix 1st Album『in your life』）
  - distress（C.G mix 1st Album『in your life』）
  - preserve（C.G mix 1st Album『in your life』）
  - Please turn over（C.G mix 1st Album『in your life』）
  - ミオクルカラ（C.G mix 1st Album『in your life』）
  - in your life（C.G mix 1st Album『in your life』）
  - judge（C.G mix 2nd Album『pray』）
  - 風をうけて（C.G mix 2nd Album『pray』）
  - DAY IN（C.G mix 2nd Album『pray』）
  - 破線の標（C.G mix 2nd Album『pray』）
  - BLUE（C.G mix 2nd Album『pray』）
  - UP_TO_YOU_ver.00（C.G mix 3rd Album『ADVANCE』）
  - the deserted land（C.G mix 3rd Album『ADVANCE』）
  - Continuation（C.G mix 3rd Album『ADVANCE』）
- AKI　※SAYUMI名義
  - Over（『Dear Feeling』）― PCゲーム『MAVERICK MAX』エンディングテーマ
- 佐藤アスカ
  - toward the light（『I've 20th Anniversary E-VOX』）
- SHIHO　※SAYUMI名義
  - Days of promise（I've Girls Compilation 2『verge』）― PCゲーム『D*S 1&2』エンディングテーマ
  - Belvedia（I've Girls Compilation 3『Disintegration』）― PCゲーム『DEEP/ZERO』オープニングテーマ
- 島みやえい子　※SAYUMI名義
  - ガラスの月（I've Girls Compilation 2『verge』）― PCゲーム『D*S 1&2』エンディングテーマ
  - To lose in amber（I've Girls Compilation 3『Disintegration』）― PCゲーム『奴隷市場』オープニングテーマ
  - cover link ― PCゲーム『連鎖病棟』オープニングテーマ
- MELL　※SAYUMI名義
  - 砂の風（『I've MANIA Tracks Vol.II』）― PCゲーム『堕落』エンディングテーマ

### キングレコード
- スターチャイルド　※SAYUMI名義
  - LOOKIN' FOR LOVE（シングル）― ラジオドラマ 影技＜SHADOW SKILL＞オープニングテーマ
  - LET'S DO IT ONCE AGAIN（シングル）― ラジオドラマ 影技＜SHADOW SKILL＞エンディングテーマ
  - MIDNIGHT SECRET（影技−SHADOW SKILL−II）― ラジオドラマ 影技＜SHADOW SKILL＞イメージソング